# Корнелия Сципиона
Корнелия Сципиона (на латински: Cornelia; Cornelia Scipio, Scipionis; * 46 пр.н.е.; † 16 пр.н.е.) е римянка, дъщеря на консул Публий Корнелий Сципион Салвито и Скрибония. Сестра е на Публий Корнелий Сципион Младши и полусестра на Юлия Старша.
Корнелия е втората съпруга на Павел Емилий Лепид. Те имат два сина Луций Емилий Павел и Марк Емилий Лепид, консули през 1 г. и 6 г. и дъщеря Емилия Лепида, родена през 22 пр.н.е.